# モーリス・マオン (初代ハートランド男爵)
初代ハートランド男爵モーリス・マオン（英語: Maurice Mahon, 1st Baron Hartland、1738年6月21日 – 1819年1月4日）は、アイルランド王国出身の貴族、政治家。1782年から1783年までアイルランド庶民院議員を務めた。20年近く叙爵を求めたのち、1800年に息子2人を当選させ、次男スティーブンが1800年合同法案に賛成票を投じたことで同年に男爵に叙された。以降は子爵への昇叙を求めたが、失敗に終わった。

## 生涯
トマス・マオン（Thomas Mahon、1782年没）と妻ジェーン（Jane、旧姓クロスビー（Crosbie）、初代ブランデン男爵モーリス・クロスビーの娘）の息子として、1738年6月21日に生まれた。
1782年1月13日に父の遺産を継承した。同年にロスコモン・カウンティ選挙区の補欠選挙で無投票当選し、1783年までアイルランド庶民院議員を務めた。
以降20年近く叙爵を求めて失敗したが、本国政府が1798年アイルランド反乱を経てアイルランド王国とグレートブリテン王国の合同を求めるようになり、アイルランド議会での支持を必要としたため、マオンは機に乗じて合同支持を表明した。このため、1799年に行われたロスコモン・カウンティ選挙区の補欠選挙では合同支持派として長男トマスが出馬、カトリック勢力からの支持もあって合同反対派のロバート・エドワード・キングは投票日を待たずにトマスの勝利を認めた。トマスは1800年1月に庶民院議員に就任したが、ロスコモン県での合同反対派の勢力が強かったため、父の要求に応じて合同法に賛成票を投じることができず、結局トマスは議会に登院しないことで応じた。これによりマオンは1800年4月に大金を投じて、次男スティーブンをキルケニー県のノックトッファー選挙区で当選させ、合同法への賛成票を投じさせることで政府への義務を果たした。そして、マオンは1800年7月30日にアイルランド貴族であるロスコモン県におけるハートランド男爵に叙された。
1808年には子爵への昇叙を求めるようになり、1806年より連合王国庶民院議員を務めていた次男スティーブンはマオンの指示を受けて政府を支持した。これに対し、アイルランド担当大臣のサー・アーサー・ウェルズリー（後の初代ウェリントン公爵）は子爵への昇叙ではなく、軍人であるスティーブンの昇進をもって応じた。子爵への昇叙は最後まで行われなかったが、スティーブンが野党に転じるのはマオンの死後の1819年6月だった。
1819年1月4日、ストロークスタウンで死去、息子トマスが爵位を継承した。

## 家族
1765年7月1日、キャサリン・ムーア（Catharine Moore、1742年7月1日 – 1834年3月、初代マウント・ケッシェル子爵スティーブン・ムーアの娘）と結婚した。
- トマス（英語版）（1766年8月2日 – 1835年12月8日） - 第2代ハートランド男爵[4]
- スティーブン（1768年2月6日 – 1828年5月27日） - 庶民院議員、生涯未婚[3]
- モーリス（1772年10月6日 – 1845年11月11日） - 第3代ハートランド男爵[4]